# Fritz Simrock

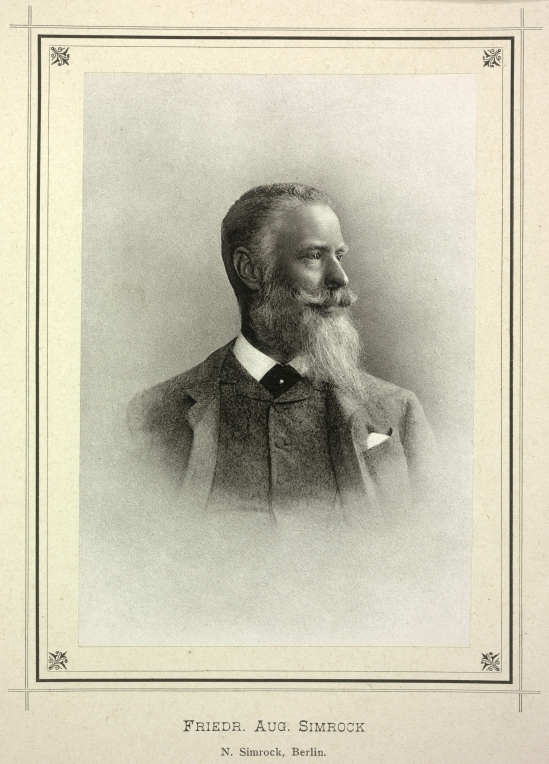
Fritz Simrock

Fritz Simrock

Fritz August Simrock (* 2. Januar 1837 in Bonn; † 20. August 1901 in Ouchy, Lausanne) war ein deutscher Musikverleger.

## Leben
Fritz Simrock war der jüngste Sohn von Peter Joseph Simrock und Enkel von Nikolaus Simrock. Sein Studium absolvierte er in Bonn, wo er sich 1858 dem Corps Palatia angeschlossen hatte. Danach übernahm er von Vater und Großvater am 1. Januar 1870 den seit 1793 in Bonn bestehenden Musikverlag N. Simrock. Im Herbst desselben Jahres verlegte er den Firmensitz nach Berlin. Ab 1872 bewohnte Simrock dort eine Villa in Berlin-Tiergarten, Am Karlsbad 3, die allen Künstlern offenstand.
Unter seiner Leitung und durch sein Betreiben wurden im Verlag die Werke bedeutender Komponisten der Zeit herausgegeben, darunter von Johannes Brahms, Max Bruch, Antonín Dvořák und Johann Strauß.
Seine Frau Clara Franzisca Angelica Hubertina geb. Heimann (* 22. Juni 1839 in Bonn; † 30. April 1928 in Berlin), eine Nachfahrin der Parfümeur-Familie Farina, erlangte durch von ihr veranstaltete Matineen und Soireen mit den Künstlern ihres Mannes in Berlin Berühmtheit. Der Musikverleger Robert Emil Lienau schreibt in seinen Memoiren:

„In seinem Heim „Am Carlsbad 3“ war Frau Clara die liebenswürdigste Herrin und Wirtin. Die Musiker und Künstler des Verlages gingen dort ein und aus, und diese ungezwungene Gastfreundschaft war das feinste Werbemittel für den Verlag. […] Berühmt waren in Berlin die musikalischen Abendfeierstunden im Hause Simrock, die später abgelöst wurden durch die sogenannten Matinées. Diese waren seinerzeit gesuchter als die Konzerte, die Jedermann zugänglich waren.“

Zu den häufigen Gästen der Simrockschen Villa gehörten auch die Sängerin Amalie Joachim, ihr Mann, der Geiger Joseph Joachim und die Pianistin Clara Schumann. Fritz Simrocks Schwester Elisabeth Philippine (* 18. Oktober 1829 in Köln; † 28. Februar 1907 in München) war mit dem Bruder Carl Adolph Cornelius des Komponisten Peter Cornelius und der Schriftstellerin Auguste Cornelius verheiratet.
Nach dem Tod von Fritz Simrock wurde der Verlag von dessen Neffen Hans Simrock weitergeführt.